# Марк Антоний Зенон
Марк Антоний Зенон (лат. Marcus Antonius Zeno; умер после 148 года) — древнеримский государственный деятель, консул-суффект 148 года.

## Биография
Происходил из рода Антониев, его ветви Зенонов. Предположительно его предки были вольноотпущенниками рода Антониев. О молодых годах мало известно. В 140 году в качестве имперского легата пропретор правил провинцией Фракия. Во время своей каденции занимался чеканкой монет в городах Перинт (современное Эрегли, Турция), Никополь (современное Никюл, Турция), Филиппополь (современный Пловдив, Болгария).
В 148 году стал консулом-суффектом вместе с Гаем Фабием Агриппином. О дальнейшей судьбе нет сведений.